# バスラ県
バスラ県（バスラけん、アラビア語：محافظة البصرة Muḥāfaẓat al-Baṣrah）は、イラクで最も南東にある県。県都は県名と同じバスラ。人口は約150万人。

## 地理
イラク国内で唯一、海（ペルシャ湾）に面する県である。東にイラン、南にクウェートと国境を接している。隣接する県は3つで、北にマイサーン県、北西にジーカール県、西にムサンナー県がある。

## 隣接する県
- マイサーン県
- フーゼスターン州
- ジャハラー県
- ムサンナー県
- ジーカール県

## 歴史
かつてオスマン帝国の統治下にあった時、この地域はバスラ州（Basra Vilayet）と呼ばれており、現在のクウェートに相当する地域も含まれていた。
この歴史を口実に、1990年8月に当時のサッダーム・フセイン大統領が、ブルガン油田やルマイラ油田を擁するクウェートを併合し、その一部をバスラ県に加えた。バスラ県に加わった新たな領域はフセイン大統領の名前にちなみ、サダミヤ・アルミトラと命名された（残りは新たに設置したイラク19番目の県「クウェート県」とした）。しかし翌1991年の多国籍軍が介入した湾岸戦争ではなす術を持たず、クウェートを手放して停戦した。

## 経済

### 農業
シャットゥルアラブ川の水資源を使った灌漑農業によりナツメヤシの生産が盛んにおこなわれてきた。一方、2010年代には、シャットゥルアラブ川上流のトルコ、イラン国内で新たなダムの建設と水利用が始まり流量が激減、一部地域では海水（塩水くさび）の遡上の影響が見られるようになった。